# Nataniel Aguirre

## Primeros años
Nataniel Aguirre nació en la hacienda de Huayllani, en el departamento de Cochabamba el 10 de octubre de 1843. Fue el cuarto de cinco hijos —Cristina, Miguel, Modestino, Nataniel y Josefina— del matrimonio del financista y político boliviano Miguel María de Aguirre y de la dama peruana María Manuela González de Prada; esta murió en 1846 cuando el futuro escritor tenía solo tres años de edad. 
Terminó el bachillerato en Sucre en 1857 y poco después conoció a Margarita de Achá, hija del presidente de Bolivia José María Achá. Con ella, a quien adoraba y dedicó un sentido poema, contrajo matrimonio el 30 de marzo de 1864 después de titularse de abogado. El matrimonio tuvo nueve hijos, uno de los cuales, José, quien sería también años después un destacado escritor y político boliviano. 

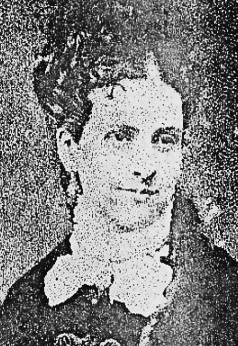
Margarita de Achá, esposa de Aguirre

## Estudios y política
Estudió Derecho en la Universidad Mayor de San Simón (UMSS). y ejerció el periodismo ya en sus tiempos de estudiante; en 1862 fundó El Independiente, donde tenía una columna.
Ese mismo año se casó y se recibió de abogado el nombrado secretario de la Delegación Boliviana en Lima, Perú. La familia González Prada, parientes de Aguirre por el lado materno, lo introduce en los círculos intelectuales y políticos peruanos. También en 1864 escribe la obra de teatro Visionarios y mártires, sobre dos personajes —los patriotas peruanos Manuel Ubalde y Gabriel Aguilar— que en 1805 habrían concebido en el Cuzco la idea de la independencia de su patria.
Al año siguiente regresó a Bolivia para colaborar con las fuerzas de su suegro, que había sido derrocado por el golpe militar de Mariano Melgarejo, contra cuya tiranía lucha activamente (participa en el combate de la Cantería y en otras batallas).
Participó, tras la muerte violenta del dictador Agustín Morales, en la Asamblea Constituyente de 1871 y en los debates suscitados entre los unitarios, encabezados por Evaristo del Valle, y los federales de Lucas Mendoza de la Tapia, tendencia que, tras dudar, pareció más justa a nuestro escritor, que era de ideas liberales. Fue diputado por la provincia de Chapare —en calidad de tal asistió a la Constituyente de 1872—, miembro del Consejo de Estado del presidente Tomás Frías (1872) y prefecto del departamento de Cochabamba (1879). 
En 1879 partió a la guerra del Pacífico a la cabeza del escuadrón Vanguardia. Dirigió la Convención de 1880, que ratificó en pleno conflicto a Narciso Campero como presidente constitucional. Este lo nombró ministro de Guerra primero y luego, de Relaciones Exteriores. En calidad de tal negocia en 1884 el Pacto de Tregua con Chile a pesar de que personalmente era partidario de continuar la guerra.
Sus ideas sociales eran avanzadas; defendió la necesidad de una gran reforma agraria y apoyó a los indígenas. Suya es la frase: “Hagamos del pobre indio un ciudadano como nosotros”. En 1885, el mismo año de fundado el Partido Liberal de Bolivia, se convierte en jefe de esa organización en Cochabamba.

## Literatura
Miembro de la llamada Generación de 1880, entre sus obras cabe destacar Represalia del Héroe, Biografía de Francisco Burdett O'Connor, Bolivia en la Guerra del Pacífico y la novela que lo hizo famoso, Juan de la Rosa. Esta obra —publicada originalmente con el título de Cochabamba. Memorias del último soldado de la Independencia y sobre cuya autoría han surgido dudas—, es, según críticos y expertos, una de las fundamentales de la literatura boliviana. También escribió teatro y poesía.

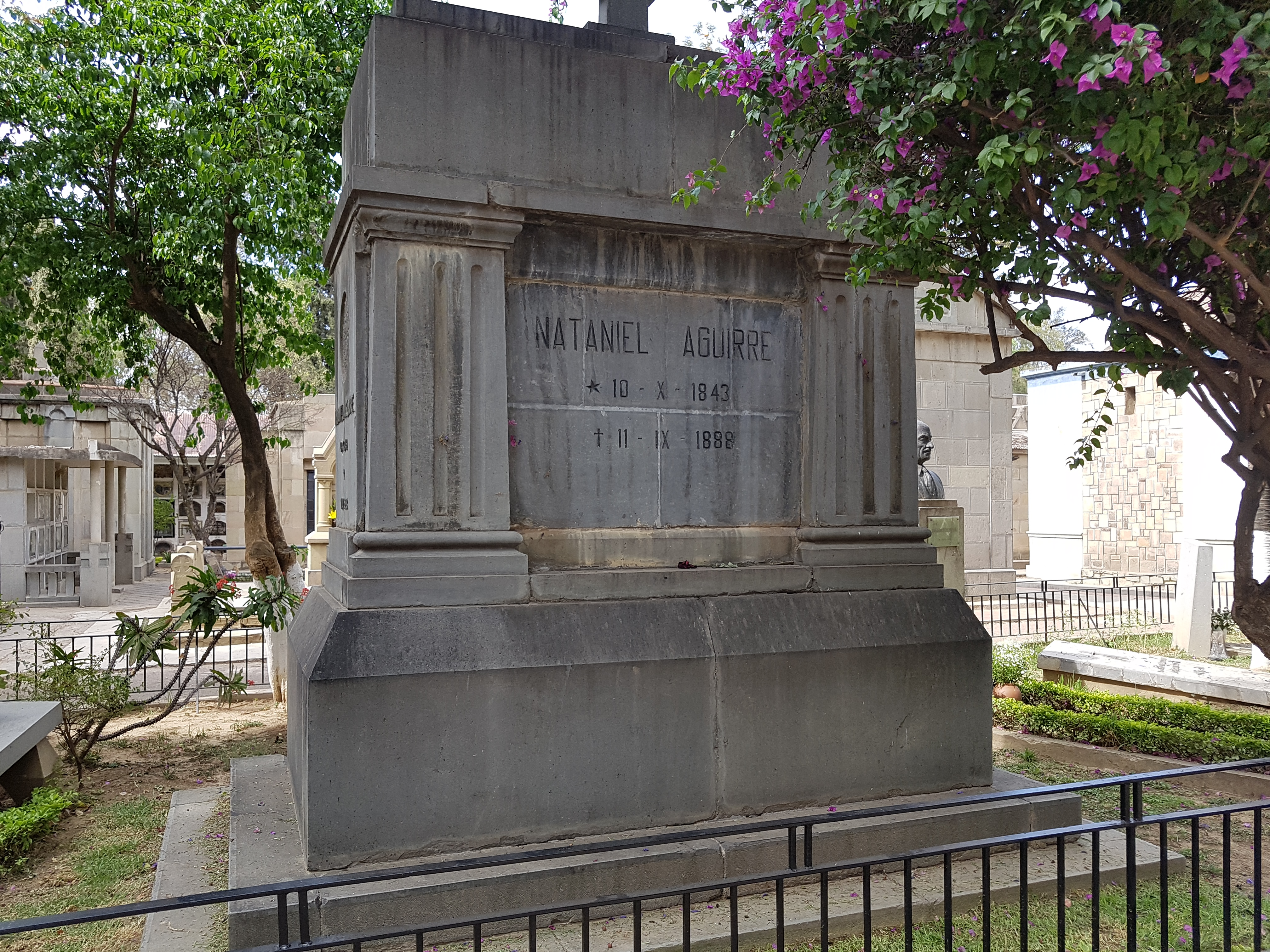
Tumba del escritor en el Cementerio General de Cochabamba

## Últimos años
Falleció en Montevideo, de camino a Brasil, donde el gobierno del presidente Gregorio Pacheco Leyes lo había enviado como ministro plenipotenciario ante la corte de Pedro II. Sus restos fueron repatriados a la ciudad de Cochabamba, donde yacen ahora en su mausoleo del cementerio general.

## Obras
| Año       | Obra                                                              | Género Literario | Notas |
| 1864      | Visionarios y mártires                                            | Teatro           | Obra dramática sobre los patriotas peruanos Manuel Ubalde y Gabriel Aguilar                                                          |
| 1868      | Represalia de un héroe                                            | Teatro           | Obra dramática sobre el patriota Nicolás Bravo, pieza basada en un episodio de la independencia de México ocurrido en Oaxaca en 1812 |
| 1877      | Unitarismo y federalismo                                          | Historia         | - |
| 1882-1883 | Bolivia en la Guerra del Pacífico (1882-83),                      | Historia         | - |
| 1885      | "Juan de la Rosa" Memorias del último soldado de la independencia | Novela           | - |
| 1886      | La bellísima Floriana                                             | Novela           | - |
| 1883      | El Libertador                                                     | Historia         | Compendio histórico de la vida de Simón Bolívar                                                                                      |
| 1874      | El general Francisco Burdett O'Connor                             | Historia         | Relato sobre este irlandés que llegó con los ejércitos de Sucre y se quedó en Bolivia                                                |